# Embrujo (película de 1947)
Embrujo es una película española de 1947, de género musical, dirigida por Carlos Serrano de Osma y escrita por Pedro Lazaga. 
La película tuvo un enorme revuelo  por la aparición de dos grandes estrellas del momento: Lola Flores y Manolo Caracol. Embrujo, de corte claramente surrealista, provocó indignación entre los intérpretes (salvo en Fernando Fernán Gómez, que ya había trabajado con el director), y más aún entre los espectadores, que creían iban a ver bailar y cantar a la famosa pareja y se encontraban con imágenes insólitas, incluso incomprensibles, lo que provocó más de un altercado en las salas donde se proyectaba. Embrujo fue reconocida en el festival de Sevilla como una película de gran valor.

## Argumento
Manolo descubre en Lola no sólo a la gran artista de la que todos quedan prendados sino a una obsesión, un amor que trasciendo los límites de la razón y que le hará caer en desgracia. Después del éxito de su sociedad, Lola es contratada para exportar el arte flamenco a las principales ciudades del mundo. El éxito de Lola encontrará su paralelismo en el fracaso y la rendición a la bebida de Manolo. Pero el sentimiento que ha dejado Manolo en Lola es demasiado grande y le hará volver a España para reencontrarse con su obsesión.

## Censura
El paso de la película por la censura se salda con una aprobación sin cortes y la concesión de una pobre Segunda Categoría que da derecho a dos permisos de doblaje, y que no hace sino confirmar el escaso interés y los numerosos reparos que estos mismos organismos censores habían puesto al guion de la película antes de que esta se llevara a cabo.
La insistente alusión, tanto en los informes de los censores (los del guion y los de la película acabada) como en los de los delegados provinciales, a lo poco recomendable del “ambiente de tabernuchas y borracheras” que impregna todo el filme, tiene como consecuencia que Embrujo sea autorizada únicamente para mayores de dieciséis años, pero sobre todo, sirve para poner de manifiesto la estrechez de miras y la raquítica mentalidad de unos censores que cuando no podían reprobar la presencia en las imágenes de alguna conducta política o sexual que pudieran tildar de sospechosa, tenían que conformarse con criticar la presencia de escenas poco iluminadas cargadas de humo y alcohol.

## Reparto
| Actriz(es)/Actor(es)                   | Personaje               |
| -------------------------------------- | ----------------------- |
| Lola Flores                            | Lola                    |
| Manolo Caracol                         | Manolo                  |
| Fernando Fernán Gómez                  | Mentor                  |
| Camino Garrigó                         | Taranta                 |
| María Dolores Pradera                  | Tita                    |
| Fernando Sancho                        | Mister Benson           |
| Antonio Bofarull                       | Don Antonio             |
| Joaquín Soler Serrano                  | Roberto                 |
| Jesús Puche                            | Jonson                  |
| Julita Molina                          | Eugenia                 |
| Charito Montemar                       | chica de conjunto       |
| Juan Magriñá                           | bailarín                |
| Vila                                   | violinista              |
| La Bella Dorita                        | cantante junto al farol |
| Cuerpo de baile del Liceo de Barcelona | bailarines              |